# Raúl Guzmán
Raúl Guzmán Torres (Città del Messico, 2 aprile 1940) è un ex nuotatore messicano.
Ha fatto parte del Messico che ha partecipato ai Giochi di Roma 1960, partecipando alla gara dei 400m sl e alla Staffetta 4×200m sl.
Ai III Giochi panamericani, ha vinto 1 argento nella Staffetta mista 4x200m sl, assieme al fratello Alfredo
Ai Giochi centramericani e caraibici ha vinto:
- 1959

1 oro: Staffetta 4×200m sl
2 argenti: 400m sl, 400m misti
1 bronzo: 1500m sl